# Märket
Märket is een klein (3,3 ha) onbewoond eiland in de Oostzee, tussen het vasteland van Zweden en Åland. Märket behoort voor de helft tot Zweden en voor de helft tot Åland (autonoom deel van Finland), en is daarmee het kleinste verdeelde eiland ter wereld. Het meest westelijke stukje Fins grondgebied, en dus ook dat van Åland, ligt op Märket.
Ongeveer 1 km ten noordwesten van Märket ligt nog een, iets kleiner, rotseilandje: Märketshällor ('stenen van Märket'). Nog weer een kilometer verder naar het noordwesten ligt een (naamloos) groepje klippen in zee.

## Landsgrens

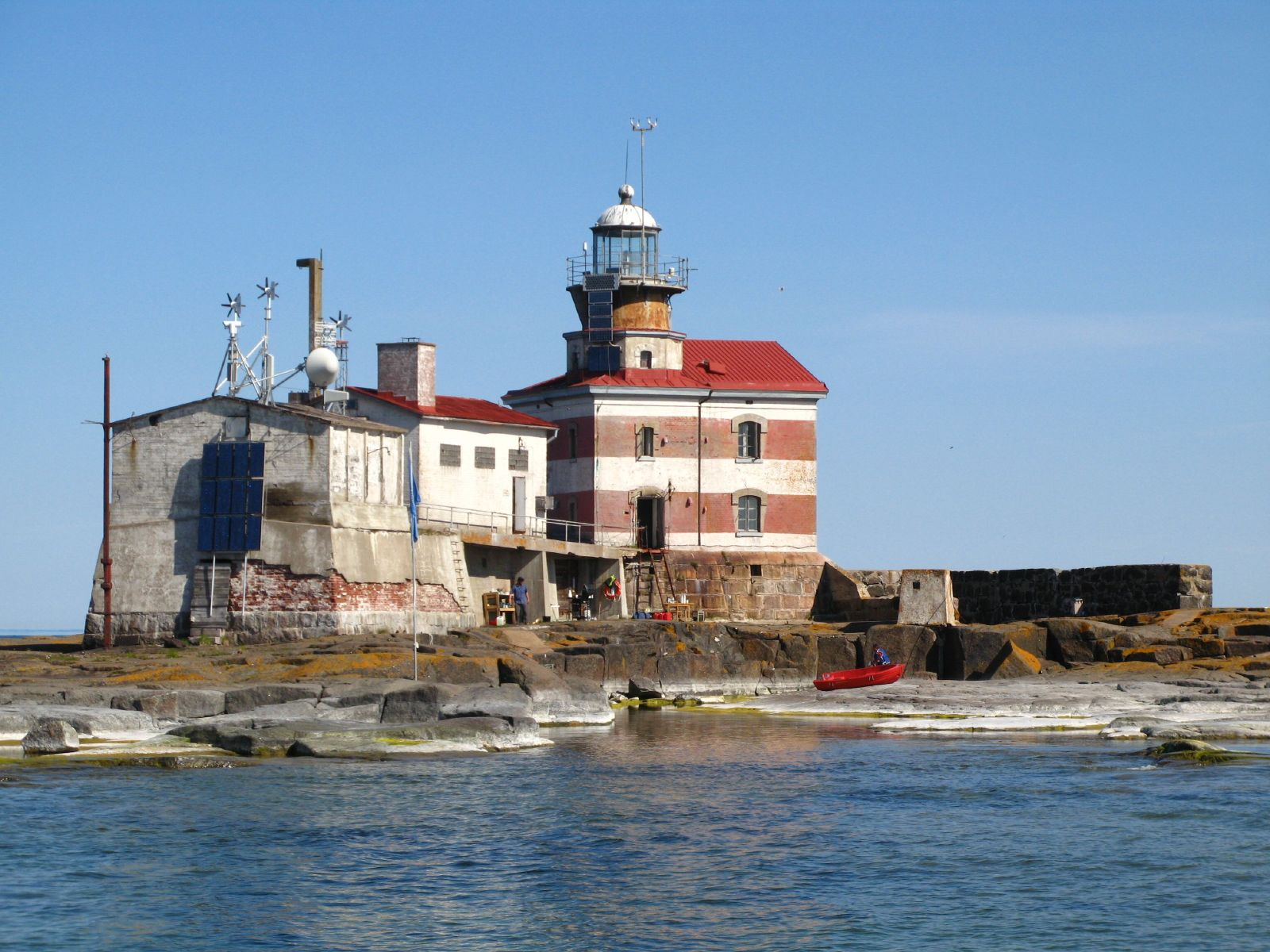
Vuurtoren

De originele landsgrens die midden over het eiland liep is in 1809 vastgelegd in de Vrede van Fredrikshamn. Deze is echter gewijzigd in 1985. Finland (destijds onderdeel van Rusland) had in 1885 een vuurtoren op het eiland gebouwd, maar naar later bleek, op het Zweedse deel. De grens is daarom aangepast zodat de vuurtoren op het Finse deel van het eiland kwam. De grootte van ieders territorium mocht daarbij niet wijzigen en ook ieders aandeel van de kustlijn wilde men niet wijzigen aangezien dit de visrechten van de landen zou beïnvloeden, daarom heeft de grens nu een vreemd gekronkelde vorm.

## Gemeentegrenzen
Het Ålandse deel van het eiland, dus ook de vuurtoren, valt onder de gemeente Hammarland. Het onbebouwde Zweedse deel valt onder twee gemeenten, die zelfs ook weer tot twee verschillende provincies (län) behoren: Östhammar (Uppsala län) en Norrtälje (Stockholms län).